# Santi Quasimodo
Santi Quasimodo, italijanski general, * 1887, † 1945.